# Diego de Hojeda
Diego de Hojeda   (Sevilla, 1570 - Departament de Huánuco, 1615) fou un frare dominic d'origen espanyol, poeta del Segle d'or espanyol.

## Biografia
Fill de Diego Ávalos i Catalina Martín, se n'anà de molt jove a les Índies i el 1591 entrà al convent de dominics del Rosari de Lima. El 1596 escrigué versos per a El Arauco. Durant aquells primers anys també escrigué La Cristiada, poema èpic que descriu la Passió de Crist, probablement inspirant-se, a més dels Evangelis, en el poema èpic homònim de l'italià Marco Girolamo Vida. El 1601 el capítol general dels dominics li concedí el títol de llicenciat en teologia, i treballà de lector de filosofia i regent d'estudis. El 1606 obtingué el títol de doctor en teologia. El 1607 escrigué la dedicatòria de La Cristiada i l'any següent fou declarat pel seu orde com consumat lector de Sant Tomàs d'Aquino, orador sagrat i poeta insigne en llatí i en castellà. El 1609 fou escollit prior del convent a Cuzco i l'any següent prior del convent del Rosari a Lima. El 1611 aparegué a Sevilla, la seva ciutat natal, per Diego Pérez, la primera edició de La Cristiada. A partir del 1612 és rellevat dels seus càrrecs a l'orde per desavinences amb els superiors per l'escrit que el visitador havia fet al seu convent; primer fou confinat com un simple frare al convent de Cuzco, i aquell mateix any morí a Huánuco. El 1617 el reconegueren innocent i el rehabilitaren públicament.

## Obra
És autor de La Cristiada, epopeia culta dedicada al Marquès de Montesclaros, virrei del Perú, que descriu el 1974 octaves reals la Passió de Crist, inspirada en els quatre evangelis i en el Tasso, tot i que la font principal fou una obra llatina, Christias, de Girolamo Vida.
Es tracta d'un poema molt inspirat, entre el millor que produïren les lletres castellanes durant el Segle d'or; compost en dotze cants, cadascun va precedit d'una octava real que resumeix l'argument; la narració es desenvolupa entre l'Últim Sopar i l'enterrament, i conté moments de patetisme, d'elevació i de grandesa. La manca de digressions col·labora a intensificar l'efecte de conjunt que provoca l'obra. Fa poc es descobrí un manuscrit d'aquesta obra a la Biblioteca de l'Arsenal de París.